# 紀藤真琴
紀藤 真琴（きとう まこと、1965年5月12日 - ）は、愛知県名古屋市天白区出身の元プロ野球選手（投手）。右投右打。コーチ。
NPBにおける現役時代は主にセントラル・リーグの広島東洋カープ（1984年から2000年まで在籍）でプレーし、1990年代序盤は中継ぎエースとして、同年代中ごろの1994年から1997年ごろにかけては先発のエースとしてそれぞれ活躍した。ニックネームは「亀」。

## 経歴

### プロ入り前
名古屋市天白区の市立高坂小学校・市立久方中学校出身で、子供のころから中日ドラゴンズファンだった。工藤公康は小中学校の2年先輩に当たる。
中京高校時代は控え投手兼任外野手として1982年の第54回選抜、第64回全国選手権、1983年の第65回全国選手権に出場。主戦投手の野中徹博との2枚看板、Wエースと言われ、球威は野中が一番だが球速は紀藤が一番とも言われた。甲子園では3試合に野中をリリーフして登板。同期には鈴木俊雄もいた。
1983年度のNPBドラフト会議で広島東洋カープから3位指名を受け、入団。本人は中日が第1希望だったというが、中日からは指名されなかった。一方、中日は1位を藤王康晴、2位を野中（阪急ブレーブスが1位指名）と決めていた一方、抽選で彼らの交渉権獲得に失敗した場合の外れ指名候補の一人として紀藤をリストアップしていた。

### 広島時代
プロ入り1年目の1984年シーズンから3年目の1986年は一軍（セントラル・リーグ）公式戦では登板機会はなく、二軍（ウエスタン・リーグ）でのみプレーしていた。若手時代は速球と気の強さを高く評価されていたが、故障がちで素質を生かせず、一時は右手指の血行障害で引退も考えていたという。
1987年シーズンに一軍初登板を果たす。この年は勝利投手にはなれなかったものの18試合に登板し、頭角を現す。
1988年シーズンは中継ぎ中心ながら10試合で先発登板し、4勝3敗、防御率3.66の成績を残した。
1989年シーズンは中継ぎとしてリーグトップの61試合に登板した。この年は先発での登板はなかったが4勝1敗7セーブ、防御率2.68と好成績を残した。
1990年シーズンは前年のシーズンより登板数が減り、36試合の登板にとどまったが防御率2.58とこの年も安定感があった。同シーズンオフに結婚した。
1991年シーズンも36試合に登板し、安定感は欠いたがセ・リーグ優勝に貢献。しかし、西武ライオンズとの日本シリーズでは第1戦、第6戦に中継ぎ投手として登板したものの第1戦では満塁本塁打、第6戦では3点本塁打を打たれた。
1992年シーズンは21試合に登板したが、0勝0敗1セーブの成績に終わる。またシーズン半ばから右肘痛に悩まされており、検査により軟骨遊離体が見つかったため、シーズンオフの10月30日には右肘軟骨切除手術を受けた。
1993年シーズンも20試合の登板で前年のシーズンとそれほど変わらなかった。同シーズンまでの通算成績は15勝12敗9セーブだった。
1994年シーズンからは先発へ転向。それまでプロ入り10年で一度も2桁勝利がなかったが、このシーズンは山本和行コーチの指導で能力が一気に開花し、同年8月11日の対阪神タイガース20回戦（広島市民球場）では初の10勝目に到達、広島の新エースと称されるようになった。8月には自身初の月間MVPを獲得し、9月15日の対中日ドラゴンズ23回戦（広島市民球場）では最多勝利争いのトップに並ぶ15勝目を挙げた。最終的には最多勝のタイトルは19勝を挙げた山本昌広（中日）が獲得したが、紀藤も自身最高となる16勝5敗の成績を残し、4試合連続2桁奪三振、最高勝率を記録する。同年は子供の時から憧れていた中日相手に6勝0敗の好成績を残したが、一方で名古屋に来る度に中日ファンから「裏切り者」と野次を浴びせられており、「悪いのはおれじゃない、指名しなかった中日」と反発しながら闘志を込めて試合に臨んでいたという。またフリーエージェント (FA) の権利を取得した際には、中日への移籍を考えていたという。
1995年は開幕2戦目で5回降板し敗戦投手となるが、同年4月14日の対ヤクルトスワローズ1回戦（広島市民球場）では8回2/3イニングを投げて3失点に抑え、シーズン初勝利を挙げた。9月17日には広島市民球場で開催された対読売ジャイアンツ（巨人）戦で、槙原寛己からプロ初本塁打となるソロ本塁打を放っている。10月8日の対巨人戦では、この試合が引退試合となった原辰徳に引退の花道を飾る本塁打を打たれたが、紀藤は7回を投げてその1失点のみに抑え、シーズン10勝目を挙げた。
1996年シーズンの開幕戦となった4月5日の対中日1回戦（広島市民球場）では、プロ13年目で初の開幕投手を務める見込みと報じられていたが、実際には大野豊が開幕投手を務めた。同シーズンは5月に2度目の月間MVPを獲得し、前半戦首位の原動力となる。同年7月3日の対横浜ベイスターズ14回戦（広島市民球場）では1失点に抑える完投勝利でハーラートップの9勝目を挙げ、チームにとって約1年ぶりの8連勝をもたらした。しかし同月9日の対巨人戦（札幌市円山球場）では9連続安打を浴びて敗戦投手となり、それ以降はチームも負けが込み、さらに8月に主砲の江藤智が打球を顔に受けて骨折したこともあり、最終的には巨人の逆転優勝「メークドラマ」を許すこととなった。後半戦8月末から閉幕まで6連続先発失敗（22回を投げ自責点24の防御率9.81で最後の3試合に至っては5回自責点6、1回1/3自責点3、0回1/3自責点3失点でノックアウトの敗戦投手）した。同年最後の勝利は8月21日の対中日戦だった。シーズンでは最終的にチームトップかつ自身にとっても3年連続の2桁勝利となる12勝を挙げたが、同シーズン以降は衰えが顕著になる。
1997年シーズンは開幕直後に負傷降板し、一軍登録を抹消。5月に一軍へ復帰し、3試合目の登板となった同月23日の対ヤクルト9回戦（明治神宮野球場）では1996年5月以来1年ぶりの完封でシーズン初勝利を挙げたが、この1勝だけに終わり、翌1998年には「元エース」と称されるようになる。
1998年シーズンも勝ち星を伸ばせず、3勝8敗の成績で終わった。同年6月28日の対中日13回戦（ナゴヤドーム）では同シーズン初完投を1年ぶりの完封勝利（6被安打）で飾り、打撃でも2安打2打点の活躍を果たした。8月2日の対中日19回戦（広島市民球場）では1回裏、川上憲伸から通算2号（現役最後）となるソロ本塁打を放った。
1999年シーズンは佐々岡真司とともに先発の2本柱を担い、24試合のうち14試合に先発として登板したが、5勝6敗という成績で終わった。防御率は3点台後半だったが、2試合連続完封勝利をするなどこれまでほどの不振ではなかった。
2000年シーズンは右肘痛などから、15試合の登板で3勝3敗5セーブ、防御率4.19の成績だった。しかしシーズン後半は最高球速150 km/hの速球を武器に抑え投手として活躍し、中日からは3セーブを挙げた。シーズンオフの10月13日、鶴田泰との交換トレードで子供のころからファンだった地元・中日へ移籍することが発表された。背番号は1984年から1987年まで着用していた55を自ら希望し、再び着用することとなった。

### 中日時代
2000年のオフシーズンは、志願して若手中心の伊良湖での秋季キャンプに参加した。
2001年シーズンは、全て中継ぎで21試合に登板し2勝0敗、防御率3.20の成績を残した。オフの12月5日に年俸5000万円（500万円減）で契約更改。また、同年のドラフト会議で1巡目指名された前田章宏（高校の後輩）に背番号55を譲ったため、自身は背番号を17に変更した。
2002年シーズンは30試合のうち7試合に先発として登板。4勝4敗1セーブで防御率は2.85と安定感があった（30試合以上投げての防御率2点台は12年ぶりである）。オフの12月5日に年俸5500万円（500万円増）で契約更改。
2003年シーズンは、5月8日の阪神戦（ナゴヤドーム）でシーズン初先発。打線の大量得点に恵まれ、5回3失点（自責点2）で勝利投手になった。同月は4試合に先発し、打線の援護にも恵まれ3勝を挙げた。その後6月末に登録抹消されたものの、一軍復帰登板となった7月23日の対横浜戦（ナゴヤドーム）では6回1失点の好投で5勝目を挙げた。
同年は川上憲伸や朝倉健太といった先発ローテーションを担っていた投手たちが故障離脱したというチーム事情から、主に先発で登板。防御率4.91と安定感を欠いたが、7勝8敗の成績を挙げた。オフの12月11日に年俸6200万円（700万円増）で契約更改。
2004年シーズンは12試合の登板に終わり、その年のシーズンオフに球団から戦力外通告を受け、その後無償トレードで東北楽天ゴールデンイーグルスへ移籍。

### 楽天時代
2005年シーズンは創設1年目で分配や戦力供出で集まった選手は全盛期を過ぎたベテラン選手が多かった。そのためベテランを多用せざるを得なかったチーム事情において先発投手を任されるが、打ち込まれることが多く、かつての安定感を取り戻すことはできなかった。登板8試合で0勝5敗、防御率6.25という不本意な成績で終わった。楽天は同シーズンオフ、多数のベテラン選手や新外国人選手に戦力外通告を行ったが、紀藤も戦力外通告を受け、現役を引退。同年6月26日の西武戦では、後に通算最多満塁本塁打の記録を樹立した中村剛也からプロ初の満塁本塁打を打たれている。

### 引退後
2006年シーズンには楽天の二軍投手コーチに就任した。
2007年シーズンからは一軍投手コーチに昇格し、2008年シーズンまで務め、田中将大を育てた。2008年は楽天球団初のチーム防御率3点台だった。また同シーズン開幕前、野村克也監督はオープン戦中盤まで不調だった岩隈久志ではなく、2年目の田中を開幕投手として起用する方向だったが、紀藤は「1年間軸になるのは岩隈」と言い続けることで岩隈のプライドやモチベーションを慮った一方、開幕後は登板間隔を一定に維持することで先発投手としての責任を持たせるべく、中6日の先発ローテーションを維持させた。結果、岩隈はシーズン20勝を挙げて復活を遂げ、チーム防御率も前年（パシフィック・リーグ最下位）の4.31からリーグ3位の3.89へと改善させたが、同シーズン終了後に解任を通告された。
2009年は茨城県水戸市にあるパーソナル電電株式会社の執行役員となり、市内の少年野球チームの監督を務めた。
2010年シーズンは興農ブルズの投手コーチを1年間務め、2011年シーズンから2013年シーズンまで統一セブンイレブン・ライオンズの投手コーチを務めた。
2014年には再びパーソナル電電株式会社へ戻り、同時に野球教室「紀藤塾」を開校、小学生から社会人まで幅広く指導。なお、同社には同じく楽天で1年間チームメイトだった一場靖弘がいた。2015年1月30日には学生野球指導資格を回復させた。
2019年1月に茨城県にある私立水戸啓明高等学校の硬式野球部の監督に就任。監督を務めながら、同校の職員となった。しかし2022年7月で辞任し、後任の監督には前任者の春田剛がコーチより復帰した。
茨城県での活動中は単身赴任だったが、「自分は広島の人間」との思いが募り、2022年内に自宅のある広島県に戻った。広島に戻ってからは広島市西区の物流企業に勤め、オフタイムはほぼ毎週、趣味の海釣りを楽しむ日々を過ごしている。その物流企業では釣りを通じて意気投合した知人男性と共に「広島発の逸品を作ろう」とタイ釣りとカワハギ釣りに適した2種類の釣り竿を開発しており、自身の名から取った「マコトに恐縮です。」を商品のシリーズ名とし、インターネットでも販売を始めている。

## エピソード
- 小早川毅彦や川口和久によれば、紀藤と木本茂美は霊感が強く、カープの独身寮「三篠寮（三省寮）」時代は夜中によく飛び起きたという[47][48]。
- 広島カープ時代の1994年5月1日、ナゴヤ球場での対中日ドラゴンズ6回戦に先発。中日ドラゴンズの先発は野中徹博で、”中京高同級生対決”が実現。結果は広島カープが勝ち、紀藤が勝ち投手となり、野中が負け投手となった。[49]

## 詳細情報

### 年度別投手成績
| 年 度      | 球 団      | 登 板 | 先 発 | 完 投 | 完 封 | 無 四 球 | 勝 利 | 敗 戦 | セ 丨 ブ | ホ 丨 ル ド | 勝 率 | 打 者 | 投 球 回 | 被 安 打 | 被 本 塁 打 | 与 四 球 | 敬 遠 | 与 死 球 | 奪 三 振 | 暴 投 | ボ 丨 ク | 失 点 | 自 責 点 | 防 御 率 | W H I P |
| ---------- | ---------- | ----- | ----- | ----- | ----- | -------- | ----- | ----- | -------- | ----------- | ----- | ----- | -------- | -------- | ----------- | -------- | ----- | -------- | -------- | ----- | -------- | ----- | -------- | -------- | ------- |
| 1987       | 広島       | 18    | 4     | 0     | 0     | 0        | 0     | 3     | 0        | --          | .000  | 208   | 48.0     | 50       | 9           | 19       | 1     | 0        | 47       | 1     | 1        | 23    | 19       | 3.56     | 1.44    |
| 1988       | 広島       | 31    | 10    | 1     | 0     | 0        | 4     | 3     | 0        | --          | .571  | 396   | 93.1     | 83       | 9           | 36       | 1     | 3        | 71       | 1     | 0        | 40    | 38       | 3.66     | 1.28    |
| 1989       | 広島       | 61    | 0     | 0     | 0     | 0        | 4     | 1     | 7        | --          | .800  | 371   | 90.2     | 71       | 11          | 27       | 3     | 4        | 89       | 6     | 0        | 28    | 27       | 2.68     | 1.08    |
| 1990       | 広島       | 36    | 2     | 0     | 0     | 0        | 3     | 1     | 1        | --          | .750  | 263   | 66.1     | 47       | 7           | 22       | 2     | 1        | 53       | 1     | 0        | 21    | 19       | 2.58     | 1.04    |
| 1991       | 広島       | 36    | 2     | 0     | 0     | 0        | 3     | 3     | 0        | --          | .500  | 321   | 75.0     | 79       | 8           | 24       | 5     | 4        | 59       | 1     | 0        | 39    | 37       | 4.44     | 1.37    |
| 1992       | 広島       | 21    | 0     | 0     | 0     | 0        | 0     | 0     | 1        | --          | ----  | 123   | 27.2     | 28       | 2           | 16       | 2     | 1        | 27       | 1     | 0        | 14    | 14       | 4.55     | 1.59    |
| 1993       | 広島       | 20    | 0     | 0     | 0     | 0        | 1     | 1     | 0        | --          | .500  | 96    | 21.0     | 24       | 1           | 10       | 0     | 1        | 26       | 3     | 0        | 10    | 8        | 3.43     | 1.62    |
| 1994       | 広島       | 30    | 25    | 8     | 1     | 0        | 16    | 5     | 0        | --          | .762  | 758   | 181.1    | 178      | 28          | 56       | 1     | 2        | 149      | 5     | 0        | 82    | 80       | 3.97     | 1.29    |
| 1995       | 広島       | 27    | 25    | 7     | 2     | 1        | 10    | 9     | 1        | --          | .526  | 699   | 169.2    | 156      | 20          | 47       | 2     | 3        | 133      | 5     | 0        | 75    | 73       | 3.87     | 1.20    |
| 1996       | 広島       | 26    | 26    | 6     | 1     | 0        | 12    | 7     | 0        | --          | .632  | 719   | 164.1    | 176      | 21          | 56       | 2     | 5        | 114      | 3     | 0        | 85    | 78       | 4.27     | 1.41    |
| 1997       | 広島       | 17    | 8     | 1     | 1     | 0        | 1     | 5     | 0        | --          | .167  | 225   | 49.1     | 63       | 11          | 20       | 2     | 2        | 38       | 0     | 0        | 33    | 31       | 5.66     | 1.68    |
| 1998       | 広島       | 18    | 17    | 1     | 1     | 0        | 3     | 8     | 0        | --          | .273  | 414   | 94.2     | 110      | 16          | 30       | 1     | 1        | 64       | 1     | 1        | 56    | 53       | 5.04     | 1.48    |
| 1999       | 広島       | 24    | 14    | 4     | 2     | 1        | 5     | 6     | 0        | --          | .455  | 415   | 100.0    | 95       | 12          | 21       | 2     | 6        | 79       | 4     | 0        | 45    | 44       | 3.96     | 1.16    |
| 2000       | 広島       | 15    | 4     | 0     | 0     | 0        | 3     | 3     | 5        | --          | .500  | 145   | 34.1     | 38       | 4           | 11       | 1     | 1        | 29       | 0     | 0        | 17    | 16       | 4.19     | 1.43    |
| 2001       | 中日       | 21    | 0     | 0     | 0     | 0        | 2     | 0     | 0        | --          | 1.000 | 104   | 25.1     | 24       | 4           | 5        | 0     | 0        | 28       | 2     | 0        | 9     | 9        | 3.20     | 1.14    |
| 2002       | 中日       | 30    | 7     | 0     | 0     | 0        | 4     | 4     | 1        | --          | .500  | 301   | 72.2     | 76       | 6           | 12       | 1     | 2        | 53       | 1     | 0        | 24    | 23       | 2.85     | 1.21    |
| 2003       | 中日       | 23    | 17    | 0     | 0     | 0        | 7     | 8     | 0        | --          | .467  | 381   | 88.0     | 97       | 20          | 21       | 0     | 5        | 57       | 0     | 0        | 54    | 48       | 4.91     | 1.34    |
| 2004       | 中日       | 12    | 1     | 0     | 0     | 0        | 0     | 1     | 0        | --          | .000  | 89    | 18.2     | 28       | 5           | 8        | 0     | 1        | 10       | 0     | 0        | 17    | 17       | 8.20     | 1.93    |
| 2005       | 楽天       | 8     | 8     | 0     | 0     | 0        | 0     | 5     | 0        | 0           | .000  | 168   | 36.0     | 49       | 9           | 10       | 0     | 2        | 20       | 1     | 0        | 28    | 25       | 6.25     | 1.64    |
| 通算：19年 | 通算：19年 | 474   | 170   | 28    | 8     | 2        | 78    | 73    | 16       | 0           | .517  | 6196  | 1456.1   | 1472     | 203         | 451      | 26    | 44       | 1146     | 36    | 2        | 700   | 659      | 4.07     | 1.32    |

- 各年度の太字はリーグ最高

### タイトル
- 最高勝率 ：1回　(1994年) ※ (当時連盟表彰なし)。セントラル・リーグでは、1972年までと2013年以降表彰

### 表彰
- 月間MVP：2回 （1994年8月、1996年5月）

### 記録
初記録
- 初登板：1987年5月28日、対ヤクルトスワローズ7回戦（広島市民球場）、8回表に5番手で救援登板・完了、2回無失点
- 初奪三振：同上、8回表に八重樫幸雄から
- 初先発：1987年10月4日、対中日ドラゴンズ25回戦（広島市民球場）、6回2/3を2失点（自責点1）で敗戦投手
- 初勝利・初先発勝利：1988年4月27日、対中日ドラゴンズ2回戦（広島市民球場）、7回3失点
- 初完投勝利：1988年10月12日、対横浜大洋ホエールズ25回戦（広島市民球場）、9回1失点
- 初セーブ：1989年4月15日、対読売ジャイアンツ1回戦（東京ドーム）、8回裏に2番手で救援登板・完了、2回無失点
- 初完封勝利：1994年9月4日、対ヤクルトスワローズ23回戦（広島市民球場）

節目の記録
- 1000投球回：1998年4月17日、対ヤクルトスワローズ1回戦（福岡ドーム）、2回裏3死目に度会博文を三直で達成　※史上275人目
- 1000奪三振：2001年9月16日、対読売ジャイアンツ28回戦（ナゴヤドーム）、7回表に清原和博から　※史上106人目

その他の記録
- オールスターゲーム出場：2回 （1994年、1996年）

### 背番号
- 55 （1984年 - 1987年、2001年）
- 12 （1988年）
- 11 （1989年 - 2000年）
- 17 （2002年 - 2004年）
- 30 （2005年）
- 71 （2006年 - 2008年）
- 91 （2010年 - 2013年）